# Дисплазия тазобедренного сустава

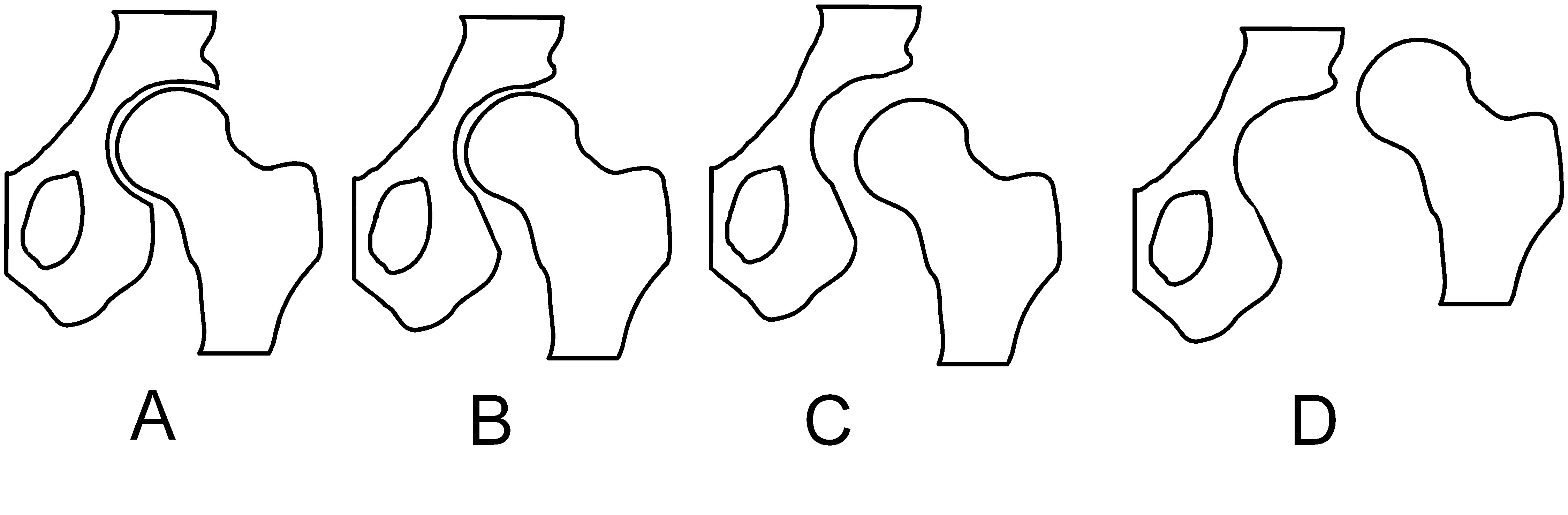
Схематичное отображение: A — сустав в норме, B — дисплазия, C — подвывих, D — вывих

Врождённый вывих бедра (син. Дисплазия тазобедренного сустава) – это врождённая неполноценность сустава, обусловленная его неправильным развитием, которая может привести (или привела) к подвывиху или вывиху головки бедренной кости – к «врождённому вывиху бедра» (англ. congenital dislocation of the hip).
Современное название этой патологии – дисплазия тазобедренного сустава (англ. developmental dysplasia of the hip). Речь идёт о дисплазии развития (нарушении развития всех структур сустава в процессе пре- и постнатального онтогенеза).
Обычно встречается патология левого тазобедренного сустава, чаще у девочек, является причиной около 60% врождённых аномалии развития опорно-двигательного аппарата (значительно преобладая над следующими по частоте врождённой косолапостью и врождённой мышечной кривошеей), протекает в трёх формах, которые могут переходить из одной в другую:
- неустойчивое бедро (дисплазия тазобедренного сустава);
- врождённый подвывих бедра;
- врождённый вывих бедра.

## Статистика
Дисплазия тазобедренных суставов распространена во всех странах (2–3%), однако имеются расово-этнические особенности её распространения. Например, частота врождённого недоразвития тазобедренных суставов у новорождённых детей в скандинавских странах достигает 4%, в Германии – 2%, в США она выше среди белого населения, чем афроамериканцев, и составляет 1–2%, среди американских индейцев вывих бедра встречается у 25–50 на 1 000, тогда как врождённый вывих бедра почти не встречается у южноамериканских индейцев, южных китайцев и негров.
Замечена связь заболеваемости с экологическим неблагополучием. Заболеваемость в РФ составляет примерно 2–3%, а в экологически неблагоприятных регионах – до 12%.
Статистика дисплазий противоречива. Так, в Украине (2004 год) врождённая дисплазия, подвывих и вывих бедра встречаются от 50 до 200 случаев на 1 000 (5–20%) новорождённых, то есть существенно (5–10 раз) выше, чем на той же территории в советский период.
Отмечена прямая связь повышенной заболеваемости и традиции тугого пеленания выпрямленных ножек младенца. У народов, живущих в тропиках, новорождённых не пеленают, не ограничивают свободу их движения, носят их на спине (при этом ноги ребёнка находятся в состоянии сгибания и отведения), заболеваемость ниже.
Например, в Японии в рамках национального проекта в 1975 году была изменена национальная традиция тугого пеленания выпрямленных ножек младенцев. Обучающая программа была нацелена на бабушек, чтобы предотвратить традиционное пеленание младенцев. В результате произошло снижение врождённого вывиха бедра с 1,1–3,5 до 0,2%.
Чаще эта патология встречается у девочек (80% выявленных случаев), семейные случаи заболевания составляют примерно треть. Дисплазия тазобедренного сустава в 10 раз чаще встречается у тех детей, родители которых имели признаки врождённого вывиха бедра. Врождённый вывих бедра выявляется в 10 раз чаще у родившихся при тазовом предлежании плода, чаще при первых родах. Часто дисплазия выявляется при медикаментозной коррекции беременности, при беременности, осложнённой токсикозом. Чаще поражается левый тазобедренный сустав (60%), реже правый (20%) или оба (20%)
До первой половины прошлого столетия учитывали только тяжёлую форму дисплазии: врождённый вывих бедра (3–4 случая на 1 000 рождений). В те годы «лёгкие формы» дисплазии не выявляли и не лечили. С 70–90-х гг. применяют термин «дисплазия тазобедренного сустава», понимая под этим не только вывих, но и предвывих и подвывих тазобедренного сустава. Цифры заболеваемости увеличились десятикратно.
Следует отметить, что отсутствие четких стандартов и опасение пропустить тяжёлую ортопедическую патологию является причиной гипердиагностики (20–30% на стадии предвывиха). Дилемма «незрелый тазобедренный сустав и предвывих» обычно решается в пользу дисплазии, что увеличивает цифры заболеваемости.

## Анатомические особенности тазобедренного сустава при дисплазии

Дисплазия тазобедренного сустава может проявляться в самых разных формах. Различают три основные формы дисплазий:
- дисплазию вертлужной впадины – ацетабулярную дисплазию;
- дисплазию проксимального отдела бедренной кости;
- ротационные дисплазии.

При дисплазии существенно изменяется форма, взаимоотношение и размеры структур тазобедренного сустава. Развитие тазобедренного сустава происходит в процессе тесного взаимодействия головки бедра и вертлужной впадины. Распределение нагрузки на костные структуры определяет ускорение или замедление костного роста, форму и головки бедра и вертлужной впадины, а также геометрию сустава в целом.

Тазобедренный сустав новорождённого даже в норме является незрелой биомеханической структурой. Его суставная впадина уплощена, она расположена более вертикально, в сравнении с «взрослым суставом», связки сустава избыточно эластичные. Бедренная головка удерживается в суставной впадине за счёт напряжения суставной капсулы, собственной связки (круглой связки тазобедренного сустава). Смещению бедренной кости вверх препятствует хрящевая пластинка вертлужной впадины, которая называется «лимбус» (вертлужная губа – labrum – [лат.] «губа, край»).

При нарушении развития сустава (дисплазии) мы видим (см. рисунок) более плоскую и скошенную суставную впадину; избыточно эластичные связки и суставная капсула не способны удерживать головку бедренной кости в суставной впадине, она смещается вверх и латерально (кнаружи). При этом лимбус выворачивается (смещается вверх) и деформируется, он теряет способность удерживать смещение головки бедренной кости. При определённых движениях головка бедра может выйти за пределы вертлужной впадины. Такое состояние сустава называется «подвывих».
При тяжёлой форме дисплазии тазобедренного сустава головка бедренной кости полностью выходит за пределы вертлужной впадины. Такое состояние называется «вывих бедра». Головка бедра располагается выше суставной впадины, лимбус вворачивается внутрь сустава и находится ниже головки бедра, суставная впадина заполняется жировой и соединительной тканями. Это существенно затрудняет вправление вывиха.
Дисплазия тазобедренного сустава может проявляться не только в виде нарушения вертлужной впадины (ацетабулярная дисплазия), но и в виде неправильного развития проксимального отдела бедренной кости. Форма данного отдела чаще всего описывается шеечно-диафизарным углом (ШДУ), который образован срединной линией диафиза и линией, проведённой через центры головки и шейки бедренной кости. Эти измерения проводят на фронтальной рентгенограмме.
В зависимости от величины этого угла и от того, насколько он соответствует возрастной норме, различают нормальную форму проксимального отдела бедренной кости, дисплазию с увеличением этого угла – coxa valga, дисплазию с уменьшением этого угла — coxa vara.
Очень важно соотношение между вертлужной впадиной и головкой бедренной кости. Для оценки геометрии тазобедренного сустава применяют много методов, один из них показан на рисунке. Важным показателем является центрация головки бедра и вертлужной впадины. Если провести линию через края вертлужной впадины (АВ) и линию через середину головки и шейки бедра (CF), то линия СF должна проходить через середину (точка О) линии АВ.

При этом угол, образованный этими линиями, должен приближаться к прямому. В этом заключается большой биомеханический смысл: равномерная нагрузка на головку и вертлужную впадину и нормальное развитие этих структур. Угол центрации тесно связан с формой шеечно-диафизарного отдела. В нижней части рисунка показаны некоторые формы дисплазии тазобедренного сустава, связанные с нарушением шеечно-диафизарного угла и угла наклона вертлужной впадины. Рисунок А – норма. Линия наклона вертлужной впадины и срединная линия головки и шейки составляют прямой угол, ШДУ и угол наклона вертлужной впадины не изменены. Рисунок Б – варусная деформация проксимального отдела бедра с нарушением центрации. Рисунок В показывает форму дисплазии с увеличением ШДУ при нормальном угле наклона вертлужной впадины. Рисунок Д – дисплазия, при которой сочетается избыточный ШДУ и избыточный угол наклона вертлужной впадины.
Ротационные дисплазии — нарушение развития костей с нарушением их геометрии в горизонтальной плоскости.

В норме у человека суставы нижних конечностей несоосны. Ось движения каждого сустава не совпадает с осью выше- и нижележащего сустава. Ось тазобедренного сустава (ось сустава в горизонтальной плоскости) находится под неким углом к оси коленного. Это происходит за счёт формы бедренной кости, которая скручена таким образом, что головка бедренной кости повёрнута вперед. Как показано на рисунке (вид сверху), ось коленного сустава, проведённая через мыщелки бедра образует некий угол с осью тазобедренного сустава, линией, проведённой через середину шейки и головки бедренной кости. Этот угол называется «угол антеторсии». Угол антеторсии бедренной кости составляет при рождении 15–57° (среднее – 32°), 20–50° (34°) – у 1–3-летних детей, 12–38° (25°) – у 4–6-летних детей и 25–37° (12°) – у взрослых. Феномен уменьшения с возрастом угла антеторсии объясняется началом ходьбы и вертикализацией тела. В большинстве случаев эта антеторсия бедра — конституционная норма. Избыточная антеторсия сопровождается нарушением центрации головки бедра по отношению к вертлужной впадине и проявляется особенностью походки ребёнка — походка со внутренней ротацией ноги, разновидность косолапой походки.

## Диагноз и диагностика
Такие факторы, как «наличие дисплазии суставов у родителей», «тазовое предлежание», «крупный плод», «деформация стоп», «токсикоз беременности», в особенности у девочек, должны настораживать в плане возможной врождённой патологии суставов. Риск врождённой патологии тазобедренного сустава в этих случаях возрастает десятикратно. Поэтому таких детей, даже если ортопедическая симптоматика отсутствует, относят к группе риска по врождённому вывиху бедра.

Большинство ортопедов и смежных специалистов под дисплазией в широком смысле подразумевают врождённую неполноценность сустава, которая обусловлена его недоразвитием и может привести к подвывиху или вывиху головки бедра. При вывихе бедра головка полностью теряет контакт с вертлужной впадиной, при подвывихе – только частично. Дисплазия в узком смысле, или предвывих, характеризуется нарушением развития тазобедренного сустава без смещения сочленяющих элементов сустава. Однако многие ортопеды и хирурги используют термин «дисплазия» в собирательном понятии, включая в него все аномалии — от рентгенологического, едва улавливаемого недоразвития крыши сустава без смещения головки бедра до истинного вывиха.

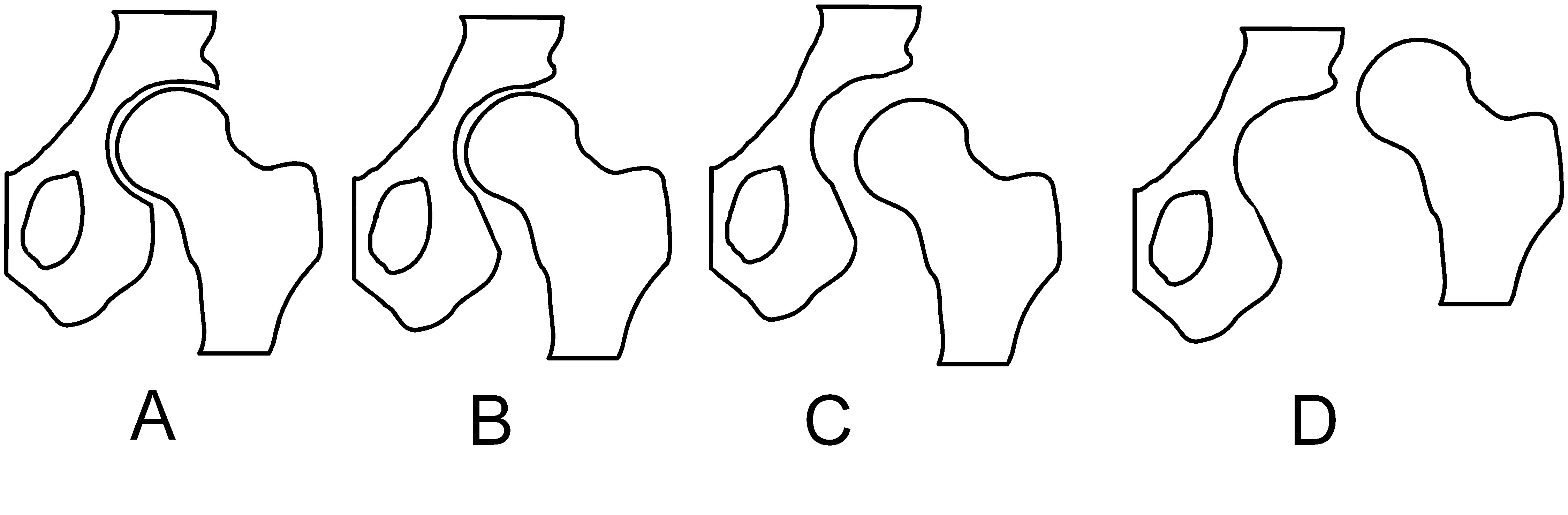
Классификация дисплазии тазобедренного сустава. A: Норма. B: Предвывих. C: Подвывих. D: Врождённый вывих

Таким образом, классификация степеней патологии тазобедренного сустава в этих случаях должна основываться на клинико-рентгенологических показателях:
1. Предвывих тазобедренного сустава – клинически и рентгенологически определяемое нарушение развития сустава без смещения бедра (В). Такое состояние чаще всего наблюдается у новорождённых. Выявляется, кроме того, на так называемой здоровой стороне у подростков и взрослых при односторонних вывихах.
2. Подвывих головки бедра – смещение её вследствие антеверсии и вальгуса в пределах суставной впадины: 
  - первичный,
  - остаточный (после вправления головки бедра) (C).

3. Врождённый вывих бедра (D):
- боковой или переднебоковой;

- надацетабулярный;
- подвздошный высокий[5].

Целесообразно различать понятия «нарушение развития сустава» (это собственно и есть дисплазия) и замедление развития (незрелый сустав – пограничное состояние, группа риска).
На дисплазию тазобедренного сустава указывают отягощённая наследственность, патология беременности, клинические признаки нестабильности тазобедренного сустава (то есть признаки предвывиха), или, тем более, признаки смещения головки бедренной кости по отношению к вертлужной впадине (то есть признаки подвывиха или вывиха сустава). Клинически установленный диагноз должен быть подтверждён данными ультразвукового исследования (УЗИ), а в возрасте старше 3 месяцев – рентгенологическим исследованием.
Диагноз «дисплазия тазобедренного сустава» ставят прежде всего на основании клинических признаков, результатов УЗИ и рентгенодиагностики. Ультразвуковое и рентгенологическое исследование – информативные и чрезвычайно важные методы диагностики, но являются вторичными по отношению к клиническим методам.
Диагноз «дисплазия тазобедренного сустава» всегда предполагает вероятность развития вывиха бедра и необходимость безотлагательного лечения.
Своевременно заподозрить или поставить диагноз должен врач-ортопед при осмотре новорождённых в родильном доме. Далее больные дети и дети группы риска наблюдаются ортопедом по месту жительства. Всем больным детям и новорождённым из группы риска назначается ортопедическое лечение, которое продолжается до уточнения окончательного диагноза.
Все эти дети должны наблюдаться ортопедом и должны быть обследованы с применением ультразвукового, а с 3-х месячного возраста с применением рентгеновского метода. Диагноз окончательно формулирует врач ортопед по месту жительства на основании осмотра, результатов инструментальных методов и на основании динамического наблюдения ребёнка.

### Клинические симптомы
Исследование ребёнка имеет особенности в зависимости от его возраста и степени нарушения функционального состояния тазобедренного сустава. Осмотр проводят в тихой и спокойной обстановке, тёплом помещении, после кормления, в состоянии максимального расслабления мышц. Можно выделить четыре группы клинических тестов, которые могут указывать на дисплазию тазобедренного сустава у детей первого года жизни:
- асимметрия кожных складок;
- укорочение бедра;
- симптом соскальзывания Маркса – Ортолани;
- ограничение отведения бедра.

Прежде всего обращают внимания на симметричность кожных складок бедра, имея в виду то, что при двусторонней патологии этот признак может быть и не виден. Асимметрия кожных складок более информативна у детей старше 2–3-месячного возраста. Кожные складки при врождённом вывихе бедра располагаются на разных уровнях, отличаются глубиной и формой. Диагностическое значение имеют: ягодичные, подколенные и паховые складки. На стороне подвывиха или вывиха они глубже и их больше. Этот симптом наблюдается у половины больных детей и «сам по себе» диагностического значения не имеет.
Часто наблюдаемая асимметрия кожных складок на бедре, особенно у новорождённых, диагностического значения не имеет, она встречается у совершенно здоровых младенцев.
Надёжным диагностическим критерием является феномен укорочения бедра за счёт заднего смещения головки бедренной кости относительно вертлужной впадины. Он указывает на самую тяжёлую форму дисплазии тазобедренного сустава – врождённый вывих бедра. Тест считается положительным, если у лежащего на спине ребёнка с согнутыми в коленных и тазобедренных суставах ногами, колено на больной стороне располагается ниже.
Золотым стандартом ранней диагностики дисплазии тазобедренного сустава является симптом Маркса – Ортолани (см. рисунок). Симптом соскальзывания описан советским ортопедом В. О. Марксом в 1934 году и независимо от него итальянским педиатром Марино Ортолани в 1936 году как симптом «щелчка».
Василий Оскарович Маркс так описывает предложенный им симптом соскальзывания:

«Ребёнка укладывают на спину, причём его лицо обращено к врачу. Последний сгибает обе ножки больного в тазобедренных и коленных суставах и захватывает руками бедра так, что большие пальцы располагаются на внутренних, а прочие – на наружных поверхностях бедер. Врач медленно, избегая форсированных движений, отводит бедра равномерно в обе стороны. Усилий для получения отведений не требуется, так как в этом положении ребёнок утрачивает способность сопротивляться. При нормальных отношениях в суставах оба бедра в положении крайнего отведения почти касаются наружными поверхностями плоскости стола. При вывихе головка бедра в момент отведения соскальзывает в вертлужную впадину, что сопровождается характерным толчком. Если после этого вправления бедро оставить в положении отведения, оно само начинает приводиться и, достигнув определённой степени приведения, производит быстрое толчкообразное движение в направлении приведения, соответствующее моменту вывихивания головки из вертлужной впадины. Такое движение легко заметить, если внимательно следить за приводящимся бедром»

С тех пор этот простой и информативный тест мало изменился и с успехом применяется для диагностики нестабильности и врождённого вывиха тазобедренных суставов у детей первого года жизни. Конечно же требуется определённый практический навык выполнения этого теста, а главное правильное трактование его результатов, сопоставлением его с другими симптомами и результатами исследований.
Однако сам по себе факт положительного симптома Маркса – Ортолани у детей первых двух недель жизни вовсе не свидетельствует о заболевании тазобедренного сустава. Этот симптом может встречаться и у совершенно здоровых новорождённых. Соотношение больных и здоровых новорождённых, у которых был выявлен симптом соскальзывания, составляет соответственно 60 и 40% случаев. 60% новорождённых «выздоравливают» в первую неделю жизни, а 88% – в первые 2 месяца. Оставшиеся 12% собственно и составляют различные стадии истинной дисплазии тазобедренного сустава. Этот симптом теряет своё значение с возрастом больного ребёнка, он выявляется только у 25% детей старше 2–3 недель.
Ограничение отведения бедра на стороне дисплазии является характерным признаком дисплазии тазобедренных суставов.

«Если при выявлении врождённого вывиха бедра у младенца симптом соскальзывания не вызывается потому, что он уже исчез, то при сохранившемся вывихе на смену симптому соскальзывания появляется симптом ограничения отведения бёдер. У здорового новорождённого можно развести ножки в тазобедренных суставах на 80–90° каждую, уложить разведённые бёдра наружными поверхностями на ложе. Если каждую ножку можно отвести только до угла 50–60°, то у новорождённого, по-видимому, врождённый вывих бедра. У здорового 7–8-месячного младенца можно отвести каждую ножку на 60–70°. Если удаётся отвести каждую ножку только до 40–50°, то имеется, вероятно, врождённый вывих бедра. Ножки в тазобедренных суставах разводят, захватывая их так же, как при выявлении симптома соскальзывания (цит. по В. О. Марксу)»

### Рентгенологическая диагностика

Большая часть головки бедра и вертлужной впадины у детей раннего возраста состоит из хрящей, которые невидимы на рентгеновском снимке, поэтому для чтения рентгенограмм применяют различные схемы.
Прежде всего проводят вертикальную срединную линию, она проходит через середину крестца. Проводят горизонтальную линию через У-образные хрящи, через нижние точки подвздошной кости (линия Хильгенрейнера). Через наружно верхний край, перпендикулярно горизонтальной линии проводят линию Перкина. Часто бывает, что на стороне поражения невозможно определить верхний край вертлужной впадины. В этих случаях пользуются методом Рейнберга: симметрично, на таком же расстоянии от срединной линии проводят вертикальную линию (перпендикулярно горизонтальной). Она и будет обозначать невидимый на рентгенограмме верхнелатеральный край впадины. Через края вертлужной впадины проводят касательную линию до пересечения с горизонтальной линией Хильгенрейнера. Образованный угол называется «ацетабулярный угол», или угол наклона крыши вертлужной впадины.
К вспомогательным линиям относят линию Шентона и Кальве. Линия Шентона (запирательно-бедренная дуга) в норме «представляет собой мысленное продолжение краниального края запирательного отверстия на медиальный краевой контур шейки бедра» (В. О. Маркс, 1978). При патологии (смещении бедра латерально и вверх) эта линия разрывается.
При дисплазии ядра окостенения появляются позже, размеры их меньше, они развиваются медленнее. В норме ядро окостенения головки бедренной кости большей своей частью располагается медиальнее линии Перкина и ниже линии Хильгенрейнера. При подвывихе и вывихе она смещается вверх и латерально. Ядра окостенения головки бедра появляются у девочек в 4-месячном, у мальчиков в 6-месячном возрасте.

Фронтальный рентгенснимок месячного ребёнка в стандартном положении. Дисплазия левой вертлужной впадины. Подвывих левой бедренной кости

Величина ацетабулярного угла в норме составляет менее 30° у новорождённых и около 20° у детей от 3 месяцев и старше.

«У нормального новорождённого угол наклона крыши (ацетабулярный угол) равен в среднем 25–29°. Угол наклона у грудного ребёнка в связи с прогрессирующим окостенением таза от месяца к месяцу уменьшается. К одному году жизни угол равен в нормальных условиях у мальчиков 18,4, у девочек – 20,0°. К 5 годам жизни он бывает меньше 15,0° у детей обоего пола. Углы наклона крыши, превышающие средние цифры, означают задержку нормального окостенения, то есть ту или иную степень дисплазии сустава. Незначительные отклонения от нормы исчезают обычно в первые месяцы жизни младенца» (В. О. Маркс)

Очень важный показатель, характеризующий дисплазию тазобедренного сустава, — величина h, характеризующая вертикальное смещение головки бедра. Это расстояние от линии Хильгенрейнера до центра головки бедра, то есть примерно до середины видимой на рентгенограмме метаэпифизарной пластинки бедренной кости (на 1–1,5 мм выше).
В норме величина h составляет от 9 до 12 мм. Уменьшение этого размера или различие его справа и слева указывают на дисплазию.
И ещё один важный показатель – величина d – показатель латерального смещения головки бедра относительно вертлужной впадины. Это расстояние от дна вертлужной впадины до линии h. В норме он не превышает 15 мм.

### Ультразвуковая диагностика

Слева показан рентгеновский снимок, справа — сонографическое изображение. Видна головка бедра, верхне-наружная часть вертлужной впадины, крыло подвздошной кости, отводящие мышцы и лимбус.

Ультрасонография тазобедренных суставов детей первого года жизни является диагностическим стандартом.
Основным показанием к применению этого метода является факторы риска и клинические признаки дисплазии суставов у детей до 3 месяцев. Это достойная альтернатива рентгеновскому исследованию у детей до 6-месячного возраста. Ультразвуковой метод достаточно точен и практически безопасен для ребёнка.
При фронтальном срезе сонографическая картинка примерно соответствует изображению переднезадней рентгенограммы. В данном случае головка бедра центрирована, это норма. При исследовании можно определить смещение головки бедра при различных движениях. Если провести линию параллельно латеральной стенке подвздошной кости, то можно измерить так называемый угол α – угол наклона вертлужной впадины, который характеризует степень развития костной крыши. По мере созревания, этот угол увеличивается. Угол β характеризует степень развития хрящевой крыши. В зависимости от этих и многих других показателей суставы делятся на типы.
| Тип тазобедренного сустава | I (нормально сформированный сустав) | I (нормально сформированный сустав) | II (сустав с физиологической задержкой оссификации) | II (сустав с физиологической задержкой оссификации) | II (сустав с физиологической задержкой оссификации) | II (сустав с физиологической задержкой оссификации) | III (подвывих бедра)      | III (подвывих бедра)      | III (подвывих бедра)        | IV (вывих бедра)                                                                                      |
| Подтип                     | А                                   | В                                   | А (до 3 мес.)                                       | В (после 3 мес.)                                    | С (предвывих бедра)                                 | С (предвывих бедра)                                 | А                         | В                         | В                           | – |
| Конфигурация костной крыши | Прямоугольная                       | Прямоугольная                       | Закруглённая                                        | Закруглённая                                        | Закруглённая                                        | Закруглённая                                        | Скошена                   | Скошена                   | Скошена                     | Скошена                                                                                               |
| Костная крыша              | Горизонтальная                      | Горизонтальная                      | Короткая                                            | Короткая                                            | Короткая                                            | Короткая                                            | Немного вогнута           | Немного вогнута           | Немного вогнута             | Сильно вогнута                                                                                        |
| Хрящевой выступ            | Широкий и хорошо покрывает головку  | Широкий и хорошо покрывает головку  | Широкий и хорошо покрывает головку                  | Широкий и хорошо покрывает головку                  | Широкий и хорошо покрывает головку                  | Широкий и хорошо покрывает головку                  | Короткий и деформирован   | Короткий и деформирован   | Короткий и деформирован     | Короткий, деформирован не накрывает головку бедра, сдавлен между подвздошной костью и головкой бедра. |
| Хрящевой выступ            | Широкий и хорошо покрывает головку  | Широкий и хорошо покрывает головку  | Широкий и хорошо покрывает головку                  | Широкий и хорошо покрывает головку                  | Широкий и хорошо покрывает головку                  | Широкий и хорошо покрывает головку                  | Без структурных изменений | Без структурных изменений | Со структурными изменениями | Короткий, деформирован не накрывает головку бедра, сдавлен между подвздошной костью и головкой бедра. |
| Угол α *                   | > 60°                               | > 60°                               | 50–59°                                              | 50–59°                                              | 50–59°                                              | 43–49°                                              | > 43°                     | > 43°                     | > 43°                       | 43°                                                                                                   |
| Угол β **                  | < 55°                               | < 55°                               | > 55°                                               | > 55°                                               | > 55°                                               | 70–77°                                              | > 77°                     | > 77°                     | > 77°                       | > 77°                                                                                                 |
| Головка бедра: – в покое   | Центрирована                        | Центрирована                        | Центрирована                                        | Центрирована                                        | Центрирована                                        | Центрирована                                        | Латерализация             | Латерализация             | Латерализация               | Латерализация                                                                                         |
| – при провокации           | Центрирована                        | Центрирована                        | Центрирована                                        | Центрирована                                        | Центрирована                                        | Лёгкая латерализация                                | Латерализация             | Латерализация             | Латерализация               | Латерализация                                                                                         |

- Угол α образован основной линией (проводится параллельно латеральной стенке подвздошной кости) и линией костной крыши, проводится от нижнего костного края подвздошной кости к верхнему костному краю вертлужной впадины.

Данный угол характеризует степень развития костной крыши.
- Угол β образован основной линией и линией хрящевой крыши, проводится от верхнего костного края вертлужной впадины через середину лимбуса.

## Лечение
Основными принципами лечения являются: раннее начало, применение ортопедических средств для длительного удержания ножек в положении отведения и сгибания, активные движения в тазобедренных суставах в пределах дозволенного диапазона.
«Для лечения дисплазии тазобедренного сустава без смещения и со смещением головки бедра предложены различные виды подушек, штанишек, стремян, шин, аппаратов и других приспособлений. Все они рассчитаны на то, чтобы удержать в положении разведения ножки ребёнка и обеспечить им функцию. У детей первых 2–3 мес. при подозрении на дисплазию тазобедренного сустава или наличии клинических симптомов вывиха не требуется рентгенологического подтверждения диагноза, ибо в любом случае необходимо применять одни и те же лечебно-профилактические меры – разведение ножек с помощью мягких прокладок (широкое пеленание, подушка Фрейка и др.), гимнастику с применением отводяще-круговых движений в суставе, массаж ягодичных мышц.
Для лечения детей с дисплазией способом разведения ножек пригодны пелёнки, "штанишки" Бекера, подушки Фрейка, стремена Павлика, эластичные шины. В этом возрасте совершенно недопустимо применение жёстких конструкций, то есть шин, препятствующих движениям конечностей, совершаемым младенцем»
Чаще всего для лечения врождённого вывиха бедра применяют: стремена Павлика, подушка Фрейка, шина Виленского, шина Волкова. В тяжёлых случаях применяется одномоментное вправление вывиха и кокситная повязка. При неэффективности консервативного лечения применяют различные виды корригирующих операций. Одним из методов лечения лёгких дисплазий и профилактики является широкое пеленание.

### Стремена Павлика
В 1946 году в Праге чешский ортопед Арнольд Павлик сообщил об успешном лечении врождённого вывиха бедра с использованием нового, как он его назвал, «функционального метода лечения». В те годы для придания сгибания и отведения бёдер применялись жёсткие конструкции, ограничивающие движения в тазобедренных суставах. Частым осложнением такого лечения было тяжёлое заболевание – «асептический некроз головки бедренной кости» (30% детей, которым проводилось лечение).
Павлик так определил суть своего изобретения:

«Принцип этого метода состоит в том, чтобы обеспечить сгибание ног ребёнка в коленных и тазобедренных суставах, используя стремена. Известно, что ни взрослый, ни ребёнок не в состоянии удерживать приведённые нижние конечности в сгибании. Это является не физиологичным, мышцы быстро устают и ноги разводятся. Это то, в чём нуждается тазобедренный сустав для лечения дисплазии… Движения в суставе свободны. Это то, в чём нуждается развивающийся детский сустав для выздоровления, так как тазобедренный сустав – орган движения».

С тех пор лечение дисплазии тазобедренных суставов с применением стремян Павлика – золотой стандарт детской ортопедии.
В современном виде стремена Павлика представляют собой ортопедическое изделие, сшитое из мягкой ткани, состоящее из грудного бандажа (лифчика) с плечевыми штрипками (ремешками), отводящих штрипок, которые располагают «позади колена», сгибающих передних штрипок и бандажей, расположенных на голеностопном суставе.

### Широкое пеленание
Широкое пеленание применяют у детей «группы риска», у новорождённых с УЗИ-признаками «незрелого сустава», а также в тех случаях, когда полноценное лечение по каким-либо причинам провести невозможно. Это основной метод профилактики дисплазии тазобедренного сустава. Техника пеленания несложна: две пелёнки прокладывают между ножек младенца, придавая положение сгибания и отведения в тазобедренных суставах, а третьей фиксируют ножки. Широкое пеленание позволяет сохранять положение разведения и сгибания 60–80°.

### Массаж и лечебная гимнастика
Задача лечебной физической культуры (ЛФК) – укрепление мышц тазобедренного сустава и организация двигательной активности ребёнка, достаточной для полноценного физического развития. Цель – стабилизация тазобедренного сустава, восстановление нормального объёма движений и повышение уровня здоровья ребёнка. Лечебная гимнастика применяется на всех этапах консервативного лечения и имеет свои особенности на этапе разведения ножек, на этапе удержания и на этапе реабилитации после снятия ортопедических изделий.

### Вправление вывиха и лечение кокситной повязкой
В 1896 году Адольф Лоренц опубликовал данные о первых случаях излечения врождённого вывиха бедра при помощи бескровного вправления с последующей длительной фиксацией ног кокситной гипсовой повязкой в положении сгибания и отведения в тазобедреном суставе под прямым углом (первое положение Лоренца). Закрытое вправление вывиха проводят детям от 2 до 6 лет. До 2-летнего возраста вправление вывиха бедра достаточно эффективно, и обычно применяют функциональные методы вправления (отводящие шины или стремена Павлика). Кроме того, после вправления вывиха приходится держать ребёнка в гипсовой повязке около 6 месяцев, и этот метод не рекомендован до тех пор, пока ребёнок не научится вести себя опрятно. После 5-летнего возраста бескровное вправление вывиха технически сложно или даже невозможно. В этих случаях применяют хирургическое лечение – открытое вправление.
В отдельных случаях вправление высоких вывихов бедра возможно методом скелетного вытяжения у детей в возрасте от 1,5 до 6–8 лет. Чем больше возраст ребёнка, тем больше вероятность необходимости завершения лечения хирургическим путём.

### Хирургическое лечение
Для лечения врождённого вывиха бедра применяют большое количество хирургических методов, которые можно разделить на группы:
1. Открытое вправление вывиха.
2. Операции на проксимальном отделе бедренной кости (корригирующие варизирующие и деротационные остеотомии).
3. Операции на тазовом компоненте (остеотомия таза по Хиари).
4. Паллиативные операции (Шанца, Кенига).

## Прогноз, дисплазия тазобедренного сустава у взрослых
Нарушение биомеханики тазобедренного сустава в результате дисплазии может привести к тяжёлым нарушениям функции нижних конечностей, инвалидизации  как непосредственно с первых шагов ребёнка, так и во взрослой жизни.

Неконгруэнтность диспластического тазобедренного сустава

Диспластический тазобедренный сустав прежде всего характеризуется неконгруэнтностью, то есть несоответствием суставных поверхностей шаровидной головки бедренной кости и вертлужной впадины. При дисплазии радиус вертлужной впадины больше радиуса головки бедренной кости, площадь контакта суставных поверхностей меньше, нагрузка на суставную впадину существенно выше. Это с одной стороны обеспечивает большую свободу движения, а с другой стороны снижает устойчивость сустава к физическим нагрузкам.

Дисплазия левого тазобедренного сустава у больного М., 25 лет, с начальными клиническими признаками коксартроза: уплотнение субхондральной пластинки крыши вертлужной впадины. Разметка рентгенограммы

Дисплазия тазобедренного сустава, чаще всего дисплазия вертлужной впадины, до определённого возраста является проблемой детской ортопедии. Если биомеханические нарушения в результате дисплазии не превышают критического уровня (стадии подвывиха или вывиха тазобедренного сустава), то какие-либо отклонения в физическом развитии детей, подростков и молодых людей не выявляются.
Напротив, замечено, что люди с ацетабулярной дисплазией имеют высокую потребность в двигательной активности, хорошую моторику, они чаще занимаются физкультурой, спортом, танцами, нередко имеют успехи в этом виде деятельности. Этому способствует врождённая гипермобильность суставов, высокая эластичность связок и конституционный тип физического развития. Большинство из них женщины (см. статистику при врождённом вывихе бедра), которые составляют группу риска рождения ребёнка с врождённым вывихом бедра. 
У половины пациентов выявляется двусторонние дисплазии с преимущественным поражением тазобедренных суставов. Нередко дисплазия тазобедренного сустава – рентгенологическая находка, после которой только половина «вспоминает» историю «врождённого вывиха бедра» в младенчестве.
Дисплазия тазобедренного сустава выявляется при рентгенологическом исследовании.
Схема разметки. Линия АВ: нижний контур «фигуры слезы» – наружный край вертлужной впадины (в норме образует угол с горизонтальной осью 40–45°). Линия ВF проведена вертикально вниз от наружного края вертлужной впадины (в норме головка бедренной кости не выступает кнаружи от проведённой линии). Линия CE проведена через центры головки и шейки бедра (в норме проходит через середину отрезка AB, несоответствие свидетельствует о децентрации головки бедренной кости в вертлужной впадине. Линия CD – ось бедренной кости, которая с линией CE образует шеечно-диафизарный угол (в норме угол 120–130°, увеличение угла свидетельствует о coxa valga, уменьшение – о coxa vara).
Наиболее информативным признаком дисплазии вертлужной впадины является угол наклона плоскости входа во впадину (В. Н. Гурьев, 1975), который образуется линиями от края крыши вертлужной впадины до нижнего контура «фигуры слезы» и от нижнего контура последней к горизонтальной плоскости. Увеличение угла свыше 40–45° расценивается как проявление дисплазии тазобедренного сустава. Другим важным показателем является нарушение центрации головки бедренной кости: несоответствие линии, проведённой через центры головки и шейки бедра и линии, через центр вертлужной впадины перпендикулярно линии, соединяющей края вертлужной впадины тазобедренного сустава.
Многие авторы рассматривают дисплазию тазобедренного сустава как предболезнь, которая при неблагоприятных условиях может проявляться в виде диспластического коксартроза, который встречается у 86,3% всех заболеваний тазобедренного сустава, значительно опережая травматический коксартроз.

### Диспластический коксартроз

Двусторонняя дисплазия тазобедренного сустава у больной М., 35 лет, с начальными клиническими признаками левостороннего коксартроза. Подвывих головки бедренной кости слева

Диспластический коксартроз развивается на фоне дисплазии тазобедренного сустава чаще в возрасте 25–55 лет, на фоне гормональной перестройки организма при беременности и в послеродовом периоде, а также на фоне снижения двигательной активности и ухудшения функционального состояния мышц тазобедренного сустава. Обычно начало заболевания связывают с прекращением занятий спортом, снижением активного образа жизни, травмой сустава или родами.

Тазобедренный сустав пациентки с признаками дисплазии в возрасте 1 (1), 14 (2), 18 (3),32 (4) и 42 (5) лет. Развитие тяжёлого диспластического коксартроза у больной в возрасте 32 года

Начало заболевания острое, течение – быстро прогрессирующее.
Клинически диспластический коксартроз проявляется «неудобством», неприятными ощущениями в области тазобедренного или коленного сустава, ограничением отведения и ротации бедра. В начальной стадии рентгенологически определяются краевые разрастания в области верхне-наружного края вертлужной впадины, уплотнение костной пластинки в области крыши данной впадины. В поздних стадиях определяется кистовидная перестройка головки бедренной кости и ацетабулярной области, которую необходимо отличать от зон перестройки при асептическом некрозе головки бедренной кости. Исход заболевания – анкилозирование сустава с формированием порочной установки бедра в положении сгибания, приведения и наружной ротации. В отличие от иных форм коксартроза (артроза после травмы сустава и асептического некроза головки бедренной кости), анкилоз сустава встречается достаточно редко. Показанием к хирургическому лечению (эндопротезированию тазобедренного сустава) является болевой синдром и порочная установка бедра.

Рентгенограмма в положении по Лаунштейну. Диспластический коксартроз 3 ст. Кистовидная перестройка головки бедренной кости

Таким образом, пациенты, у которых в анамнезе имеются указания на врождённый вывих бедра или выявлена дисплазия тазобедренного сустава, относятся к группе риска в плане развития тяжёлого заболевания тазобедренного сустава – диспластического коксартроза.
Учитывая высокую распространённость диспластического варианта развития тазобедренного сустава, тяжесть заболевания и неблагоприятный прогноз, одной из задач амбулаторной ортопедии прежде всего является раннее выявление и диспансерное наблюдение пациентов с признаками дисплазии тазобедренного сустава.
При выявлении дисплазии необходимо диспансерное наблюдение, которое включает в себя ежегодный осмотр ортопеда с обязательным рентгенологическим обследованием. При этом следует учитывать генетически обусловленную потребность двигательной активности этого контингента. Профилактика диспластических коксартрозов заключается в соблюдении ортопедического режима (избегать травм и движений, связанных с инерционными нагрузками на сустав, таких как бег, прыжки, поднятие тяжестей), а также в активном занятии физической культурой, направленной на укрепление мышц, стабилизирующих тазобедренный сустав (группа ягодичных мышц, 4-главая мышца бедра, разгибатели спины и мышцы брюшного пресса): плавание, ходьба на лыжах и т.п. Для женщин важны правильно организованные занятия ЛФК и соблюдение ортопедического режима в до- и послеродовом периоде.

### Патологический вывих бедра и неоартроз при врождённом вывихе бедра

Неоартроз. Врождённый вывих бедра

Если вывих бедренной кости не устранён, то, следуя известному биологическому закону «функция определяет форму», растущие кости таза и бедренная кость изменяются, приспосабливаясь к новым условиям нагрузки. Головка бедренной кости теряет обычную шаровидную форму и уплощается. Пустая вертлужная впадина уменьшается в размерах, а в месте нового расположения головки бедренной кости (в области крыла подвздошной кости) формируется новая суставная впадина. Вновь образованный сустав называют «неоартроз» – неполноценный сустав, однако он десятки лет «служит» тем пациентам, у которых по разным причинам не был устранён врождённый вывих бедра.
При неправильном лечении врождённого вывиха бедра в детском возрасте бедренная кость смещается вверх за пределы вертлужной впадины и упирается в тазовую кость.

«В этом месте образуется новая впадина – "впадина вывиха". Эта впадина делается глубокой из-за развивающегося в ней костного выступа и хорошо удерживает головку от дальнейшего смещения вверх. До известной степени это является самоизлечением.»

Образуется новый сустав (неоартроз). Нередко неоартроз сочетается с патологическим вывихом бедра. Неоартроз сочетается с анатомическим и функциональным укорочением бедра и резким снижением функции отводящих бедро мышц. Функционально это достаточно полноценный сустав, позволяющий выполнение бытовых движений и ходьбы (при компенсации укорочения, которая характеризуется классическим синдромом Тренделенбурга). В современной ортопедической практике встречается крайне редко.

## Прогноз
Прогноз заболевания при своевременно начатом лечении условно благоприятный. В случае недостаточных профилактических мероприятий развивается диспластический коксартроз с необходимостью специального лечения, включая эндопротезирования сустава в последней стадии заболевания.

## Дисплазия тазобедренного сустава у животных
У многих животных, так же, как и у человека, может встречаться дисплазия тазобедренного сустава. Этим заболеванием могут страдать собаки крупных пород, такие, как лабрадоры и немецкие овчарки. Также отмечено у волков и, иногда, у кошек.